# Peva (Moimenta da Beira)
Peva is een plaats (freguesia) in de Portugese gemeente Moimenta da Beira en telt 513 inwoners (2001).